# Генадий Морозов
Генадий Морозов (на руски: Геннадий Морозов) е съветски и руски футболист и треньор. Почетен майстор на спорта на СССР.

## Кариера
По време на кариерата си, играе в московските клубове Спартак и Динамо. Шампион на СССР за 1989 г.
За националния отбор на СССР изиграва 10 мача. Участник на Световното първенство през 1986 г.
Като старши треньор работи в Спартак (2005-2006, първоначално отбора е със седалище в Челябинск, но преди сезон 2006 се премества в Нижни Новгород). В началото на 2007 г. води Металург Красноярск, но преди началото на сезона, той напуска отбора по семейни причини и започва да работи във ФК Рига. През лятото на 2008 г. той оглавява Динамо Барнаул, но не успява да спаси отбора от отпадане във втора дивизия. Няколко кръга преди края на шампионата напуска клуба.

## Отличия

### Отборни
Спартак Москва
- Съветска Висша лига: 1989